# Ґлембокі-Рув
Ґлембокі-Рув (пол. Głęboki Rów) — село в Польщі, у гміні Шиплішки Сувальського повіту Підляського воєводства.
Населення — 69 осіб (2011).
У 1975-1998 роках село належало до Сувальського воєводства.

## Демографія
Демографічна структура станом на 31 березня 2011 року:
|          | Загалом | Допрацездатний вік | Працездатний вік | Постпрацездатний вік |
| -------- | ------- | ------------------ | ---------------- | -------------------- |
| Чоловіки | 31      | 12                 | 19               | 0                    |
| Жінки    | 38      | 10                 | 21               | 7                    |
| Разом    | 69      | 22                 | 40               | 7                    |